# Gross Schärhorn
Il Gross Schärhorn (3.294 m s.l.m.) è una montagna delle Alpi Glaronesi (sottosezione Alpi Urano-Glaronesi). Si trova nel Canton Uri in Svizzera.

## Descrizione
Il monte domina la Schächental, valle collocata a nord della montagna. A sud si trova il Ghiacciaio Hüfi che scorre nella Maderanertal. Viene chiamato Gross Schärhorn per distinguerlo dal Chli Schärhorn (3.234 m), vetta secondaria situata ad ovest.